# Gertrud Bäumer
Gertrud Bäumer, född 12 september 1873, död 25 mars 1954, var en tysk författare och riksdagsledamot.
Bäumer var en av den tyska kvinnorörelsens mer framträdande personligheter, ordförande i Bund Deutscher Frauenvereine 1910–1919, ministerialråd för skolpolitik i inrikesdepartementet till 1920 och invaldes i riksdagen 1920. Bäumer har bland annat skrivit Handbuch der Frauenbewegung (5 band, 1901 ff.), Studien über Frauen (1920), Die seelische Krisis (1924), Europäische Kulturpolitik (1926).